# Alsópozsgás község
Alsópozsgás község (románul: Comuna Pojejena) község Krassó-Szörény megyében, Romániában. Központja Alsópozsgás, beosztott falvai Divécs, Fejérdomb, Rádonya, Sisak.

## Népessége
A 2011-es népszámlálás adatai alapján a község népessége 2884 fő volt.